# 雷杰普·塔伊普·埃尔多安
雷杰普·塔伊普·埃尔多安（發音：[ɾeˈdʒep tajˈjip ˈæɾdoan] ⓘ；1954年2月26日—），土耳其政治人物、伊斯蘭主義者、新鄂圖曼主義者、伊斯兰民族主义（2011年后）及大西洋主义者，现任土耳其总统、正义与发展党领袖，曾於2003年至2014年间连任三届土耳其总理。他是土耳其第一位通过直选方式先后担任总理、总统职务的政治人物。

## 早年生活
埃爾多安的父系先祖是格鲁吉亚人，祖籍是阿扎尔地区的巴统。埃爾多安出生在伊斯坦布爾的贝伊奥卢的卡瑟姆帕夏社區，他的家人搬到了里澤省。他的父母是艾哈邁德·埃爾多安（Ahmet Erdoğan，1905年－1988年）和滕齐莱·埃尔多安（Tenzile Erdoğan，1924－2011；婚前姓穆特卢 (Mutlu)）。據說，埃爾多安在2003年說：「我是一個格魯吉亞人，我的家人來自一個格魯吉亞的家庭，從巴統遷到里澤。」然而，在2014年的NTV新聞網電視採訪中，他說：「你不會相信他們對我說的話，他們說我是格魯吉亞人，原諒我說更糟糕的事情，他們甚至叫我亞美尼亞人，但我是土耳其人」。
埃爾多安在里澤度過了他的童年，他的父親艾哈邁德·埃爾多安是土耳其海岸警衛隊的船長。埃爾多安有兩個弟妹：弟弟穆斯塔法（Mustafa，1958年出生）和妹妹韦西莱（Vesile，1965年出生）。他的暑假主要是在里澤的居內伊蘇度過。在他的一生中，他經常回到這個精神家園，2015年他在這個村莊附近的山頂上建了一座廣闊的清真寺。當埃爾多安13歲時，家人返回伊斯坦布爾。
作為一個十幾歲的孩子，他在城市的艱困地區的街道上賣檸檬水和芝麻燒餅，以賺取額外的錢。埃爾多安於1965年畢業於皮亚莱帕夏小學（Piyalepaşa İlkokul），1973年畢業於宗教職業高中伊斯坦布尔伊玛目哈提卜高级中学（İstanbul İmam Hatip Lisesi）。他從埃于普高级中学（Eyüp Lisesi）獲得了第二個高中文憑。他後來在阿克萨赖经济贸易学院（Aksaray İktisat ve Ticaret Yüksekokulu）學習工商管理，現在被稱為馬爾馬拉大學經濟與行政科學學院 。
在他年輕的時候，埃爾多安在當地的俱樂部打半職業足球。費內巴切體育俱樂部足球隊希望他來足球隊，但他的父親阻止了他。在他長大的地區的當地足球俱樂部卡森柏沙體育會的體育場以他命名。
埃爾多安於1978年7月4日與埃米内·居尔巴兰（Emine Gülbaran，1955年出生）結婚。他們有兩個兒子：長子布拉克於1979年出生，二子比拉尔於1981年出生；兩個女兒：三女埃斯拉埃斯拉於1983年出生，四女敘梅耶於1985年出生。他的父親艾哈邁德·埃爾多安於1988年去世，他的88歲的母親滕齐莱·埃爾多安於2011年去世。
1981年加入主张政教合一的福利黨。1994年3月的地方選舉，他当选伊斯坦堡市长，任至1998年。
1998年1月16日，土耳其宪法法院取缔了福利黨，埃尔多安与其他福利黨成员一同转入新成立的美德党，任伊斯坦堡党部主席。1998年11月被迫辭職。1999年4月他因在1997年12月公開朗誦一首帶有宗教涵義的詩歌而入獄，土耳其国家安全法院以“发表煽动宗教仇恨言论”为由判处埃尔多安10个月监禁（實際上他仅被監禁四個月），剥夺政治权利五年，不能參選大國民議會。
2001年8月，美德党被宪法法院取缔，埃尔多安率领相对温和的前美德党新生派，创建正义与发展党并出任领袖。正义与发展党走表面上親西方的中間偏右路線，也宣稱堅持世俗主義及政教分離，但不同於以強硬手段推行世俗化的凱末爾主義，有意見認為正義與發展黨採取的是一種「政府與宗教互不干涉」的做法。

## 總理：2003－2014

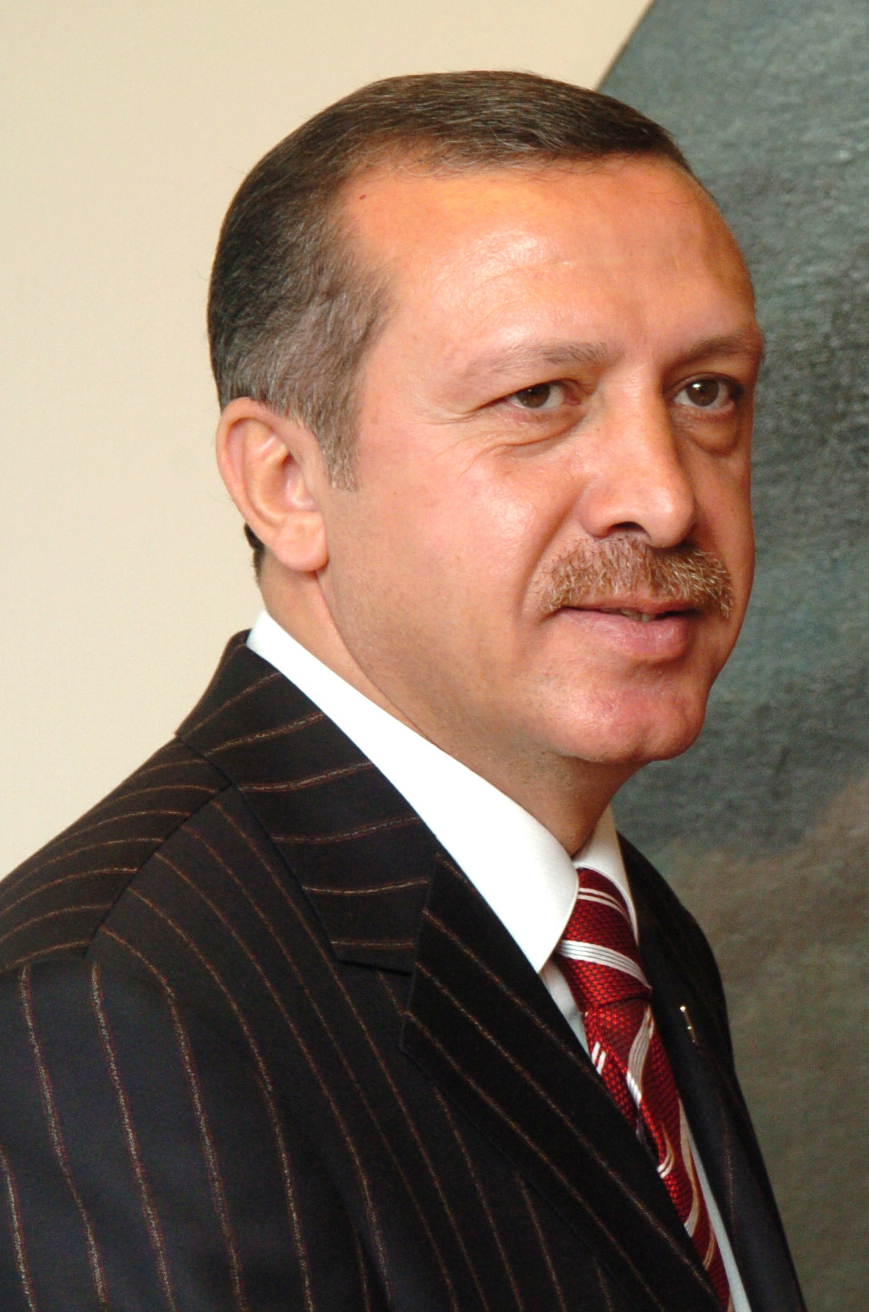
剛上任副總理不久的埃爾多安

2001年上半年，土耳其經濟出現崩潰，國家的命運面臨危機，政府從國際貨幣基金組織獲得了巨額貸款。
2002年，正義與發展黨壓倒性贏得大選，在550席中獲得363席，共和人民黨分得178席，成立自1950年首個多數黨政府，按照規定埃爾多安本應成為新總理，但由於他被剝奪從政資格（五年內禁止參政），因此由副領袖阿卜杜拉·居尔出任總理。其后國會对相应宪法条款进行修改，从而恢复了埃尔多安的从政资格。
2003年3月9日，埃尔多安参加补选并当选议员，3月11日，原总理，正义和发展党副領袖阿卜杜拉·居尔辞职，之后总统艾哈迈德·内杰代特·塞泽尔任命埃尔多安为总理并授权组阁。居尔改在其內閣中任職，擔任副總理兼外交部長。
正義與發展黨在當時獲大受民眾支持下，埃爾多安修改了憲法，取消了死刑，給庫爾德族人更大的自治和文化權利，並嚴厲打擊侵犯人權的行為。
埃爾多安政府在2004年提出把通姦刑事化的法案，遭到歐盟強烈反對，最終土耳其政府撤回通姦刑事化的提案。
2005年1月，土耳其經濟的發展已非常穩定，開始採用新的土耳其里拉，每張鈔票的面額相應縮小至原先的一百萬分之一。2005年10月，土耳其在經過长期的努力之後，終於促使歐盟就其加入問題開始了正式談判。
2007年4月24日，提名盟友、原副總理居尔为总统候选人，但因为反对党联合抵制，出席选举的议员人数不足，投票未能举行，居尔遂于5月6日宣布退出总统竞选。同年7月22日舉行的大國民議會選舉，正义与发展党取得46.66%選票（341席），繼續取得勝利，成功連任，第二次擔任總理。8月13日，执政正義與發展党宣布再次提名居尔竞选总统。8月28日，他在第三轮投票以过半数的339票击败民族主义行动党和民主左翼党的候选人，当选土耳其总统。10月21日，土耳其全民公决通过宪法修正案，这项宪法修正案将现行的议会选举总统制改为全民直选；总统任期2014年起由7年降至5年，可以连任一届。埃尔多安計劃參選首屆民選總統。
2010年土耳其修憲公投通過了新的憲法，限制了軍隊的權力，由文人掌管軍隊。
埃尔多安其後提前於2011年6月12日舉行大國民議會選舉，他領導的正义与发展党取得49.83%選票（327席），繼續取得勝利，第二度成功連任，第三次擔任總理。
2013年土耳其反政府抗議運動在5月底爆發以來，成為埃尔多安執政十年來的最大挑戰。他認為塔克西姆广场“不能成为极端主义分子猖獗的地区”，呼吁伊斯坦布尔民众停止抗议，同时，他表示愿意同抗议者展开对话，但是抗议者没有明确的代表组织或个人。6月6日，土耳其总理埃尔多安反驳抗议行为是由不民主和极端分子操纵，示威者包括“极端分子，他们中的一些人和恐怖主义有牵连”。他说，重建计划将继续进行。 这些讲话播出不久，土耳其股市下跌5％。埃尔多安结束他的外交之旅时，正义与发展党大量散发短讯，并组织巴士，向阿塔图尔克机场运送支持他的人群，并高呼口号“埃尔多安，我们会为你死”。
2014年3月21日，埃爾多安宣布全面禁止社交媒體“推特”的使用，此舉引發了土耳其社會輿論的強烈反響。自從土耳其去年年底爆發了執政的正義與發展黨部分官員牽涉貪腐醜聞的事件後，“推特”以及社交媒體“臉書”（Facebook）上就不時會有貪腐醜聞內幕和檢方辦案的內部文件被爆出。在去年6月的“蓋齊公園”抗議事件中，社交媒體成為了“社會最嚴重的威脅”。埃爾多安說，他並不在乎國際社會是如何評論的，所有人都將看到土耳其共和國的強大。隨後，土耳其總理府發表聲明稱，由於未能遵守法院要求刪除部分消息的規定，“推特”因此遭到禁用。聲明稱，如果“推特”堅持不遵守規定，那麼除了禁用將別無選擇。

### 外交
埃爾多安意圖恢復土耳其於昔日奧斯曼帝國時代在區內的影響力。在他於2014年擔任土耳其總統後，繼任總理的艾哈迈德·达武特奥卢基本上跟隨埃爾多安的外交政策。
埃尔多安任內一直致力加強和中國的關係，不過土耳其被指包庇縱容東突分裂分子，更容許多個東突組織在土耳其活動。2009年7月发生的乌鲁木齐七·五暴力事件中，埃尔多安於7月8日表示，“我们居住在土耳其的维吾尔族同胞和土耳其人民心中感到万分悲痛，举行抗议要求制裁相关事件。我们一向视我们维族同胞是土中之间的桥梁。因此，历史上我们的国家一直保持着联系。中国必须采取必要的措施，制止这一野蛮行径。2009年至2010年，我们是联合国安理会非常任理事国，我们会将此事递交安理会审议。”埃爾多安指責中國對維吾爾人進行種族滅絕，引起中國輿論反駁。
2012年4月8至11日，埃尔多安对中华人民共和国进行为期4天的访问。这是27年来土耳其总理首次访问中国，也是土耳其总理首次访问中国新疆维吾尔族自治区。
埃爾多安執政後，土耳其與以色列關係開始惡化。雖然土耳其與其他阿拉伯國家相比之下，仍然承認以色列並與以色列維持外交關系，但土耳其和以色列的關系一直緊張。埃爾多安更在2009年出席瑞士世界經濟論壇會議期間離席抗議同場的以色列總統西蒙·佩雷斯及以色列的對巴勒斯坦的政策。埃爾多安也被指有反以色列和反猶太傾向。以色列在2010年5月襲擊多國民間人士为加沙提供物资的国际援助船队，导致了惨重的人员伤亡，其中土耳其蒙受的损失最严重。当船队行至距离加沙海岸40多海里的公海上时，以色列武装部队对船队进行拦截，并与船上救援人员发生冲突，过程中导致九人死亡、多人受伤。死者几乎全部是土耳其人。这一事件在国际社会引起了轩然大波，在土耳其国内更是引发了大规模的抗议示威。土耳其與以色列關係至此十分緊張。埃爾多安支持巴勒斯坦自治政府的同時，被指同時支持主張消滅以色列的哈马斯，而土耳其被外界認為是哈馬斯的盟友之一。以色列批評土耳其政府容許哈马斯從土耳其策劃針對以色列的恐怖襲擊，而土耳其則反駁指以色列的指控無真憑實據。但土耳其主要反对党共和人民党2023年11月5日前的领袖凯末尔·克勒奇达尔奥卢及2023年11月5日后的领袖厄兹居尔·厄泽尔亦倾向于支持巴勒斯坦和反对以色列。
埃爾多安執政後，直至敘利亞爆發內戰前，土耳其與敘利亞關係良好。然而在敘利亞內戰開始後，埃爾多安政府支持敘利亞叛軍對抗巴沙尔·阿萨德政府，同時又敵視在敘利亞北部興起的親庫爾德工人黨的敘利亞庫爾德族武裝。土耳其也被批評暗中包庇縱容伊斯蘭國恐怖分子。
埃爾多安於2008年2月到德國向在德的土耳其人發表演說時警告他們不要被其它文化同化，並表示「這種文化融合是反人類罪行」，引起德國總理安格拉·默克爾的異議。
埃爾多安於2012年埃及總統選舉後，支持有穆斯林兄弟會背景的埃及民選總統穆罕默德·穆尔西。埃及軍方於2013年發動政變推翻穆爾西政府後，土耳其與埃及關係惡化，埃爾多安更稱埃及新總統阿卜杜勒-法塔赫·塞西為暴君。
利比亞於2014年出現兩個政府對峙的局面，當中土耳其支持控制的黎波里的伊斯蘭主義者政府。

## 总统：2014－至今

### 2014年
2014年8月10日，埃尔多安在土耳其历史首次总统直选中以51.71%的得票率成功当选总统一职，8月28日正式就职，他在就职仪式上发表演讲表示：“作为总统，我发誓维护国家的存在和独立；维护国家和民族不可分割的完整性；遵守宪法、法治、民主和阿塔图尔克的原则，遵守世俗共和国的原则；不与国家和平与繁荣、民族团结与正义以及公民权利与自由的意志相背离；维护国家荣誉；为公正履行我的职责而努力。”“将继续推行和平、团结和繁荣的外交政策，并将继续推动加入欧盟的谈判进程。”

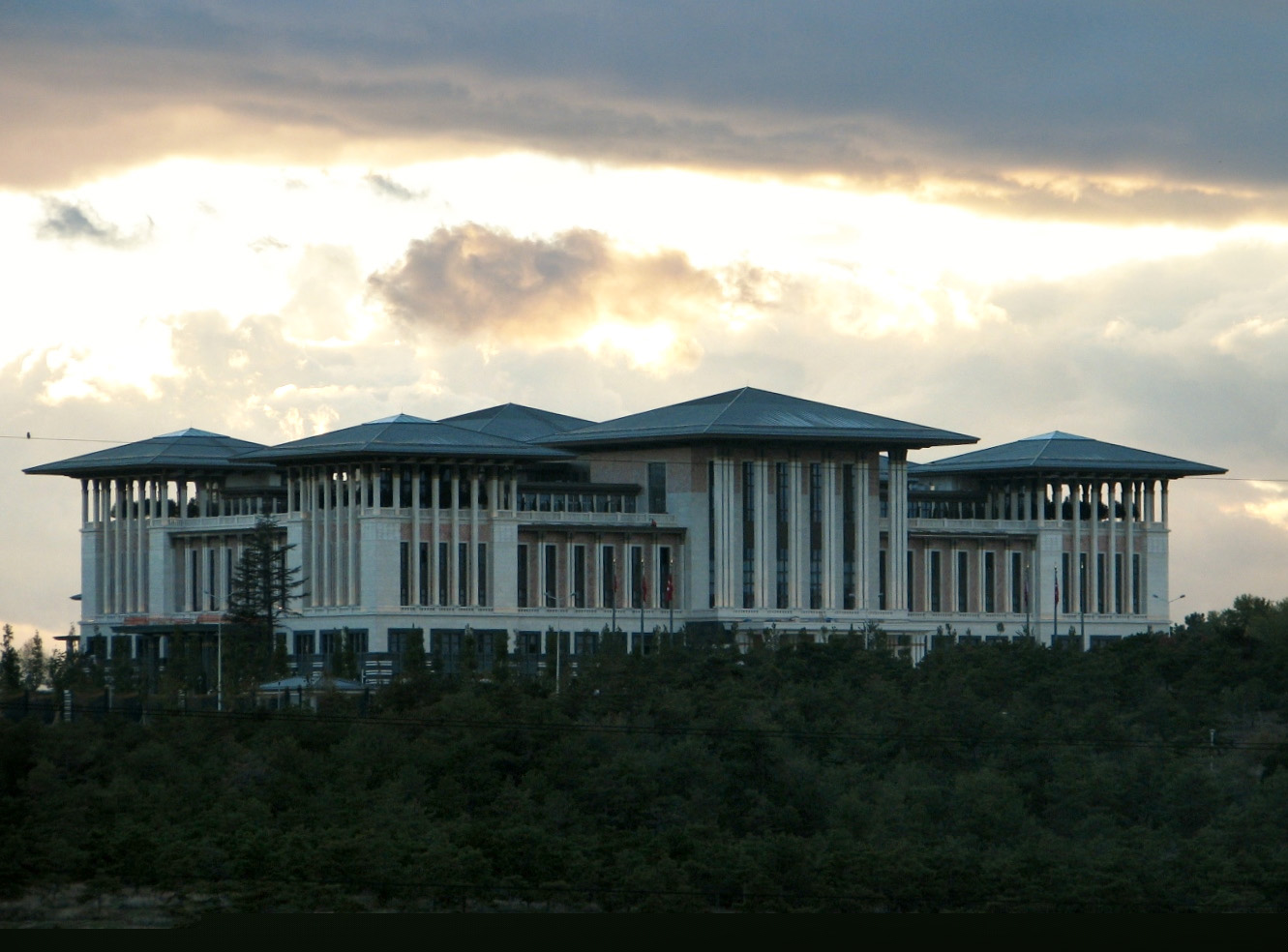
耗資超過6億美元興建的新總統官邸「白宮」

2014年8月30日，埃爾多安為耗資超過6億美元興建的新總統官邸剪綵。該個被稱為「白宮」的建築群原定用作總理官邸，在埃爾多安改任總統後改作總統官邸。

### 2015年

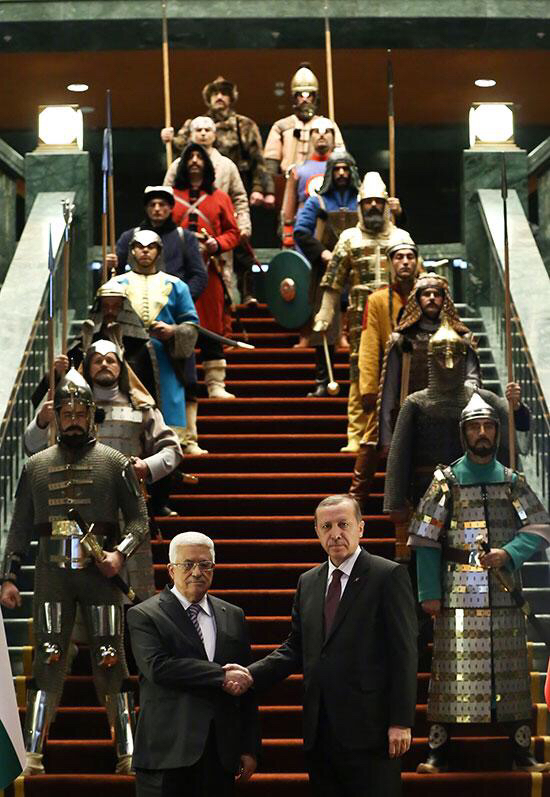
埃爾多安於2015年在總統府會見巴勒斯坦自治政府主席马哈茂德·阿巴斯，背後的16個衛兵裝扮成古代戰士，象徵從匈奴至奧斯曼帝國的「十六个土耳其人大帝国」

正義與發展黨在2015年6月土耳其國會選舉未能取得過半數議席，而親庫爾德人的人民民主黨則首次成功突破10%全國得票率門檻而得以晉身國會。隨後伊斯兰国在蘇魯奇以自殺炸彈襲擊親庫爾德人的集會。一些庫爾德人懷疑土耳其政府串通伊斯蘭國對庫爾德人發動襲擊，庫爾德工人黨再度襲擊土耳其軍警，土耳其政府則大舉搜捕工人黨成員並動用軍隊攻擊伊拉克北部的工人黨目標，雙方維持兩年多的停火全面破裂。埃爾多安被指企圖藉打擊庫爾德工人黨，為正發黨在下一次國會選舉爭取民族主義者選票。同年10月安卡拉一個親庫爾德族集會發生死傷更慘重的恐怖襲擊。最終正發黨在同年11月的國會選舉成功取得過半數議席。
2015年11月，土耳其空軍擊落一架俄羅斯戰機，引致俄土關係急劇惡化，俄羅斯宣佈對土耳其實施多項制裁。直至2016年6月俄土關係才有所改善。

### 2016年
2016年2月，埃爾多安威脅開放希臘和保加利亞的邊境，讓數百萬難民湧入歐洲。同月土耳其表示有意與沙特阿拉伯聯手出動地面部隊進入敘利亞，只待以美國為首的反伊斯蘭國多國聯盟同意，俄羅斯總理梅德韋杰夫警告此舉將會引發第三次世界大戰。
2016年3月20日，土耳其與歐盟關於阻止難民從土耳其偷渡往歐洲的新協議開始生效，歐盟每遣返一名非法移民回土耳其，需同時從土耳其接收一名合資格的敘利亞難民，歐盟並同意向土耳其提供最多60億歐元，並在滿足指定條件後向土耳其國民給予免簽證進入歐盟待遇。比利時首相夏尔·米歇尔形容歐盟與土耳其的談判遇到敲詐。同月17日，北德廣播公司在一档讽刺节目中播出根据《无论怎样，无论何地，无论何时》改编以调侃埃尔多安的歌曲《Erdowie, Erdowo, Erdoğan》，导致安卡拉方面召见德国驻土大使马丁·艾德曼，表示抗议。此后，德国电视主持人扬·伯默尔曼更因在节目中朗读讽刺埃尔多安镇压少数族裔、虐待库尔德人和基督教徒等行为的打油诗而被埃尔多安起诉，是为伯默尔曼事件。
艾哈迈德·达武特奥卢接替埃爾多安擔任總理後，與總統埃爾多安在政策上出現分歧。達武特奧盧被認為不支持埃爾多安以修憲擴大總統權力的計劃，達武特奧盧也比較傾向與庫爾德工人黨恢復談判。有意見認為達武特奧盧與埃爾多安在土耳其成功爭取歐盟同意在滿足指定條件後給予土耳其國民免簽證待遇上爭功，加劇兩人不和。2016年5月5日，達武特奧盧宣佈將會辭去正義與發展黨領袖及土耳其總理職務。比纳利·耶伊尔德勒姆接任總理。
2016年7月15日，一批反對正義與發展黨的軍人發動军事政變意圖推翻埃爾多安政府，迅即被平定。土耳其當局隨即解除数万人職務并逮捕了近万人，还向近200名行政法院和上訴法院司法人員發出拘捕令。要求美国引渡土耳其方面认定的政变主谋居伦。埃爾多安被指通過未遂政變整肅政治異己，打壓政治異見分子、大規模拘捕教師、法官及記者，破壞新聞自由和司法獨立。土耳其当局也对任何和居伦有关的书籍进行銷毁，上百家出版社被勒令停业，导致出现言论自由危机。

### 2017年
埃爾多安發動修憲公投，將土耳其現行的議會制改為總統制，廢除總理職務，總統身兼國家元首和政府首腦，並被賦予極大的權力。
2017年4月29日起，土耳其政府對维基百科所有語言版本實施網路封鎖，直至2020年1月始解封。

### 2018年
埃爾多安於2018年4月18日宣布原定於2019年11月3日舉行的總統暨國會大選將提前至2018年6月24日舉行。
埃爾多安在總統選舉首輪投票取得過半數票成功連任。正義與發展黨雖失去議會多數，但連同盟右翼土耳其民族發展黨獲得過半數議席組成聯合政府，土耳其正式實行總統制，埃爾多安正式成為擁有行政權力的總統。

### 2019年

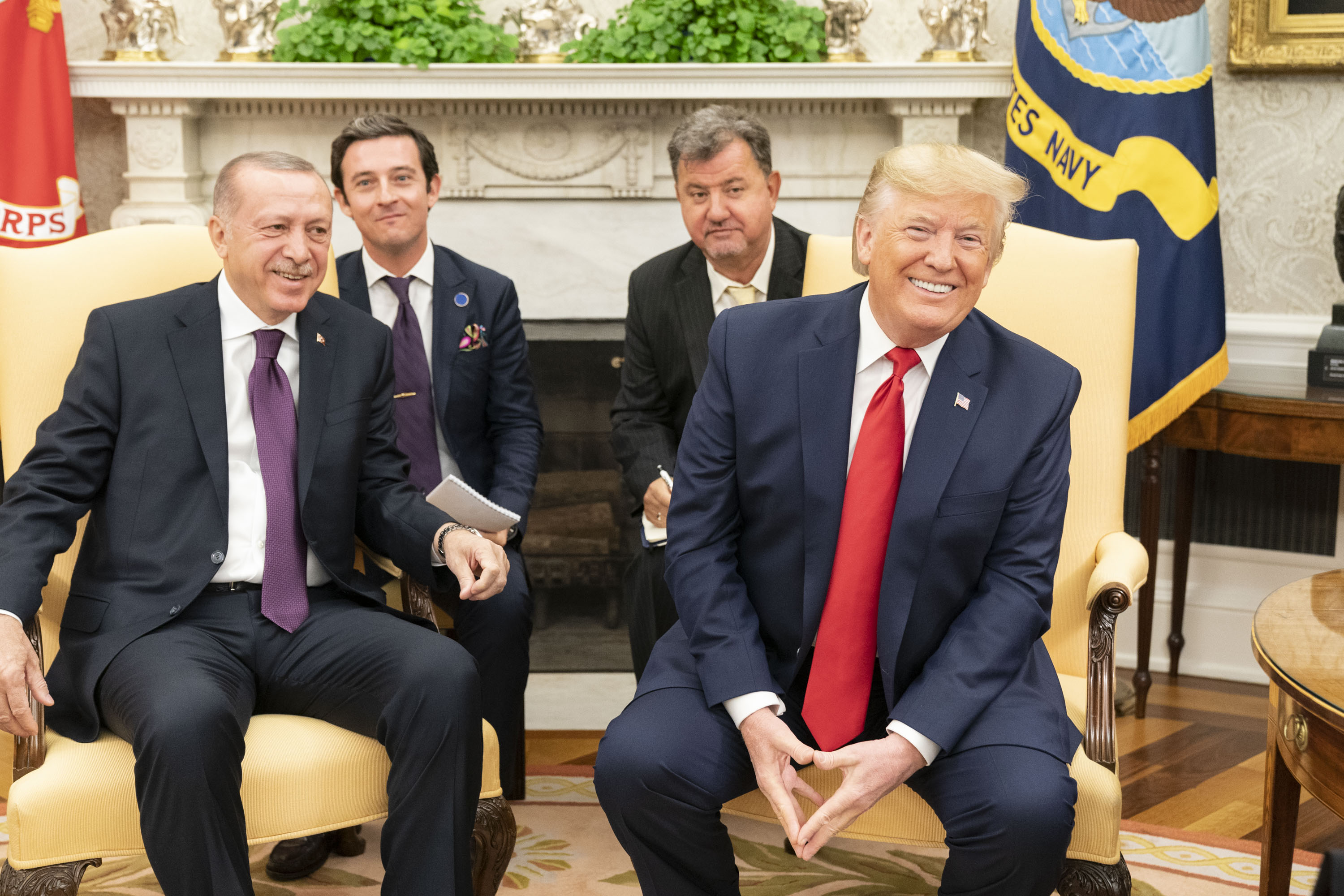
2019年11月，埃尔多安与美国总统唐纳德·特朗普会面

2019年7月，因埃尔多安邀请，马来西亚首相马哈迪·莫哈末访问土耳其4天，埃尔多安与马哈迪商讨国际关系、国防、商业及投资课题。此外，他也向马哈迪颁发「土耳其共和国勋章」，以表彰马哈迪在发展马来西亚方面所做的努力，马哈迪是首位被授予的东南亚领袖。

### 2021年
2021年5月13日，埃尔多安与马来西亚前首相马哈迪·莫哈末通电话，互道开斋节的祝贺。埃尔多安说，他在2019年访问马来西亚时，有着美好回忆，而马哈迪希望两国能够继续维持友好的关系。此外，两人也讨论了当前疫情所采取的各种封锁措施和以巴问题。

### 2022年
2022年2月5日，埃尔多安感染SARS-CoV-2奧密克戎变异株。
俄乌战争开始后，他表态支持乌克兰，曾开放双方在安卡拉会谈，但拒絕經濟制裁俄羅斯。

### 2023年
2023年3月10日，埃爾多安宣佈將原定於6月18日舉行的大選提前至5月14日。
在5月14日舉行的首輪大選投票中，所有候選人中無人獲得過半數的選票。因此，根據土耳其的選舉制度，排名前二的埃爾多安與凱末爾·基里達歐魯進入第二輪投票。
5月28日，埃爾多安在土耳其總統選舉的第二輪投票中，擊敗對手凱末爾·基里達歐魯，成功連任土耳其總統，任期至2028年。
6月3日，埃爾多安在土耳其大國民議會宣誓就職，正式出任土耳其總統。

## 个人生活

### 家庭
- 妻子埃米內·埃爾多安（Emine Erdoğan，1955年2月16日－）
- 长子艾哈邁德·布拉克·埃爾多安（Ahmet Burak Erdoğan，1979年7月4日－）
- 二子內吉梅丁·比拉爾·埃爾多安（Necmettin Bilal Erdoğan，1981年4月23日－），敘利亞和俄羅斯官員指稱他與伊斯蘭國進行石油交易，而其父埃爾多安稱指控無憑據。[74]
- 三女埃斯拉·埃爾多安（Esra Erdoğan，1983年－），丈夫貝拉特·阿爾巴伊拉克於2015年出任土耳其能源部長[75]。
- 四女敘梅耶·埃爾多安（Sümeyye Erdoğan，1985年－），土耳其女性與民主協會副主席。[75]，丈夫塞尔丘克·巴伊拉克塔尔。

### 爱好与兴趣
他开设了自己的YouTube频道，于2019年6月19日正式发布了他的第一部影片。此外，他热爱和他的好友一起玩篮球。

## 著作
- 2021年9月在联合国大会期间赠送世界领导人《一个更公平的世界是可能的》一书，书中详细描述了土耳其对全人类正义的追求。
- 2022年9月17日，在土耳其总统雷杰普·塔伊普·埃尔多安（Recep Tayyip Erdoğan）赴美国出席第77届联合国大会期间，土耳其总统府通讯局（Cumhurbaşkanlığı İletişim Başkanlığı）出版了他的《联合国改革：国际合作的新方法》一书。这本书分为三个部分，分别是 “为什么要进行联合国改革？”、“联合国在国际和平、维和和人类问题领域的重要性”和“联合国改革的理由和建议”。该书的第一部分表述了联合国的总体结构，强调联合国在人道主义危机和维和任务方面能力不足，列举了波斯尼亚战争的例子。第二部分阐述了人类和全球面临的当前问题以及未来可能出现的国际问题。最后一部分内容包括联合国需要改革的原因、土耳其对联合国安理会结构的改革建议和土耳其对联合国改革的愿景。

## 觀點
埃爾多安認為穆斯林家庭不應該節育。他於2014年批評在土耳其推行節育是叛國行為。他曾經呼籲婦女應該至少生育三個孩子，如果生育四至五個更好。他於2016年的一次演講中表示「土耳其將要生育更多後代，這是先知（穆罕默德）指引的道路」。
埃尔多安宣称“叙利亚人是我们的兄弟”，并始终积极接收叙利亚内战难民，坚持其为数百万难民提供庇护的政策，由此使土耳其成为全球第一大难民接收国，并引发了相关社会问题。截至2023年，土耳其共收容了约400万难民，其中包括超过300万叙利亚内战难民，以及大量伊拉克人和阿富汗人。土耳其前反对派领导人凯末尔·克勒奇达尔奥卢于2023年土耳其大选中批评埃尔多安的难民政策，并承诺一旦当选总统就会遣返所有难民。

## 争议与批评

### 被指控掠夺新闻自由
2016年11月2日，非政府组织「无国界记者」把埃爾多安列入“新闻自由掠夺者”名单。

### 评论基督城恐袭惹议
2019年3月，埃尔多安在土耳其举行的一场竞选集会上，播放了基督城清真寺枪击案的视频，并称这是对土耳其及回教的攻击行为，还警告“反回教徒的澳洲人将遭遇相同命运”。澳大利亚总理斯科特·莫里森谴责埃尔多安该“鲁莽”“极具攻击性”的言论，并表示他会在重新检讨澳土两国关系时，考虑“所有选项”。莫里森在政府就此事传召土耳其驻澳洲大使后说：“我认为埃尔多安的言论对澳洲人而言极具攻击性，而在目前如此敏感的时刻，这番言论显得十分鲁莽。”。此外新西兰外交部长也指责埃尔多安公开播放枪击案影片的部分内容。

### 土耳其2013年腐敗醜聞
名為“haramzadeler”（土耳其语“私生子”）的用户在SoundCloud上傳了7段記錄埃爾多安与前環境與城市規劃部長Erdoğan Bayraktar、當地政客、商人、埃爾多安的女兒和兒子等人間的私人談話。錄音内容涉及非法活動和商业受賄，主要是關於在保護文化遺產遺址伊茲密爾烏拉獲得建造豪華別墅的建築許可證。2014年1月24日，SoundCloud網站被土耳其政府封鎖。

### 將歐美10國大使列為不受歡迎的人
2021年10月23日，土耳其總統埃爾多安表示，他已下令讓外交部長宣佈美國、德國、丹麥、芬蘭、法國、荷蘭、瑞典、加拿大、挪威和新西蘭10國駐土耳其大使為「不受歡迎的人」。這些國家的大使在社交媒體上呼籲當局釋放被拘留的土耳其商人奧斯曼·卡瓦拉。此人因涉嫌與2016年土耳其政變（未遂）有關，被檢方以從事間諜活動的罪名收押。分析人士稱，這是「驅逐」前的第一步。

## 荣誉

### 官方勋奖
- 俄羅斯
  -  喀山建城1000周年纪念奖章（英语：Medal "In Commemoration of the 1000th Anniversary of Kazan"）（2006年6月1日[92]）
- 巴基斯坦
  -  巴基斯坦勋章（2009年10月16日于伊斯兰堡[93]）
- -  金羊毛勋章（2010年5月17日[94]）
- 科索沃
  -  独立勋章金质奖章（2010年11月4日）
- -  达纳克尔勋章（2011年2月2日）
- -  金鹰勋章（2012年10月11日）
- 尼日尔
  -  联邦共和国勋章（英语：Order of the Federal Republic）（2013年1月9日）
- -  盖达尔·阿利耶夫勋章（英语：Heydar Aliyev Order）（2014年9月3日）
- 阿富汗
  -  埃米尔阿曼諾拉汗奖（英语：Amir Amanullah Khan Award）（2014年10月18日）
- -  索马里之星勋章（英语：Order of the Somali Star）（2015年1月25日）
- 阿尔巴尼亚
  -  国旗勋章（英语：National Flag Decoration）（2015年5月13日）
- 比利时
  -  大绶级利奥波德勋章（2015年10月5日）
- -  大十字级科特迪瓦国家勋章（英语：National Order of the Ivory Coast）（2016年2月29日）
- 几内亚
  -  大十字级国家功绩勋章（英语：National Order of Merit (Guinea)）（2016年3月3日）
- 马达加斯加
  -  二等大十字级马达加斯加国家勋章（英语：National Order of Madagascar）（2017年1月25日）
- 巴林
  -  谢赫伊萨·本·萨勒曼·阿勒哈利法勋章（英语：Order of Sheikh Isa bin Salman Al Khalifa）（2017年2月12日）
- 科威特
  -  伟人穆巴拉克勋章（英语：Order of Mubarak the Great）（2017年3月21日）
- 苏丹
  -  荣誉颈链（英语：Collar_of_Honour）（2017年11月24日）
- 突尼西亞
  -  共和国勋章（2017年12月27日）
- 塞内加尔
  -  国家雄狮勋章（英语：National Order of the Lion）（2018年3月1日）
- -  大十字级马里国家勋章（英语：National Order of Mali）（2018年3月2日）
- 加告茲
  - 加告兹-耶里勋章（2018年10月17日于科姆拉特[95]）
- 摩尔多瓦
  -  共和国勋章（2018年10月18日）
- 巴拉圭
  -  国家功绩勋章（英语：National Order of Merit (Paraguay)）（2018年12月2日）
- 委內瑞拉
  -  大绶级解放者勋章（英语：Order of the Liberator）（2018年12月2日）
- 乌克兰
  -  一级智者雅罗斯拉夫大公勋章（英语：Order of Prince Yaroslav the Wise）（2020年10月16日）
- -  合作发展贡献勋章（2021年11月27日）
- 马来西亚
  -  联邦王室勋章（2022年于吉隆坡[96]）
- -  一级友谊勋章（2022年10月12日）

### 国际组织勋奖
- 突厥國家組織
  -  突厥世界杰出勋章（英语：Supreme Order of Turkic World）（2022年11月11日[97]）
- 美国犹太人大会（英语：American Jewish Congress）
  - 美国犹太人大会勇气奖（2004年1月29日授予，2014年7月褫夺）

### 其它荣誉
- 土耳其红色新月（英语：Turkish Red Crescent）杰出服务奖（2016年11月1日）
- 四轮二马战车奖（英语：Quadriga (award)）（2004年10月3日）